# المعهد الألماني للشؤون الدولية والأمنية
المعهد الألماني للشؤون الدولية والأمنية (بالألمانية: Stiftung Wissenschaft und Politik)‏ هو مركز أبحاث ألماني في العلاقات الدولية والدراسات الأمنية . وهي منظمة شبه رسمية لها علاقات وثيقة بالحكومة الفيدرالية الألمانية ، وتقدم المشورة للبوندستاغ ( البرلمان الألماني ) والحكومة الفيدرالية بشأن قضايا السياسة الخارجية والأمنية ، كما تقدم المشورة لصناع القرار في المنظمات الدولية ذات الصلة بألمانيا، وفي مقدمتها المنظمات الأوروبية . الاتحاد الأوروبي وحلف شمال الأطلسي والأمم المتحدة . يعتبر واحدًا من أكثر مؤسسات الفكر والرأي تأثيرًا في أوروبا في العلاقات الدولية. يقع مقرها الرئيسي في برلين وتم دمجها كمؤسسة.

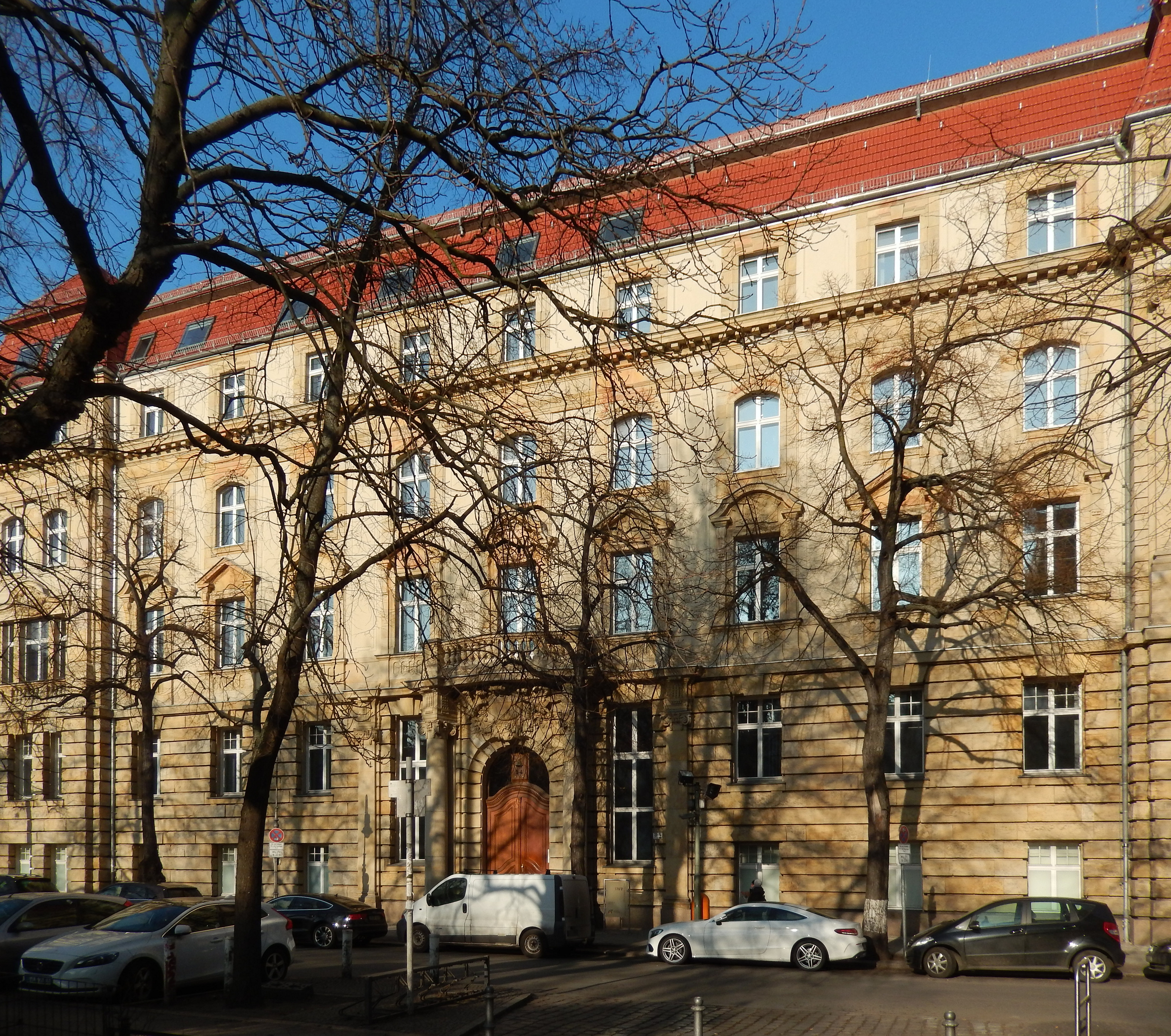
المعهد الألماني للشؤون الدولية والأمنية في برلين

## التاريخ والهيكل
تم إنشاء حزب العمال الاشتراكي في عام 1962 في ميونيخ . في 21 يناير 1965، قرر البوندستاغ بالإجماع أن الحكومة الألمانية ستصبح عضوًا في المؤسسة. وفي عام 2001، انتقل المقر الرئيسي للمؤسسة ومعهد الأبحاث التابع لها من إبينهاوزن بالقرب من ميونيخ إلى برلين. ومنذ ذلك الحين تم وضعه في مبنى مدرج في Ludwigkirchplatz.
ولمساعدته على القيام بدوره كمؤسسة للقانون المدني، يتلقى حزب العمال الاشتراكي تمويلًا مؤسسيًا بمعدل يحدده البوندستاغ. تتم الموافقة على هذه المنحة سنويًا عند إعداد ميزانية من قبل SWP، ويتم دفعها من ميزانية المستشارية وتغطي جميع التكاليف الناتجة عن النشاط الأساسي لـ SWP. تجري SWP أيضًا مشاريع بحثية خاصة تتلقى تمويلًا من طرف ثالث. وفي السنة المالية 2016، تم تمويل برنامج العمل الآمن اتحاديًا بمبلغ يصل إلى 12.3 مليون يورو . تم استكمال هذا الدعم بـ 2.53 مترًا من الرعاة الخارجيين.
كل عامين، تتم إعادة صياغة الإطار التوجيهي  من قبل قسم الأبحاث في حزب العمال الاشتراكي وقيادة المعهد، قبل تقديمه إلى مجلس حزب العمال الاشتراكي للتأكيد ومن ثم طرحه للتصويت. بشكل عام، يركز الإطار التوجيهي على القضايا العامة في الإطار الزمني لمدة عامين، مع إشارة خاصة إلى الوضع الحالي والمتوقع في السياسة الدولية. وهو يحدد تحديات وموضوعات محددة، على سبيل المثال أهداف الأمم المتحدة للاستدامة (SGD)، واللاجئين والمهاجرين، وحل الهياكل الإقليمية في الشرق الأوسط ، وإدارة الأزمات الدولية (أمثلة من إطار البحث 2017-2018).

### هجوم القرصنة 2016
وفقًا لتقرير صادر عن منفذ الأخبار الألماني
صحيفة شبيغل الإلكترونية ، تشتبه السلطات في أن مجموعة القرصنة الروسية المعروفة باسم " Fancy Bear " أو "APT28" كانت وراء هجوم ديسمبر 2016 على موقع المعهد الإلكتروني.